# Microrregión de Santa Quitéria
La microrregión de Santa Quitéria es una de las  microrregiones del estado brasileño del Ceará perteneciente a la mesorregión  Noroeste Cearense. Su población fue estimada en 2005 por el IBGE en 70.904 habitantes y está dividida en tres municipios. Posee un área total de 6.017,736 km².

## Municipios
- Catunda
- Hidrolândia
- Santa Quitéria

- Datos: Q2539748